# Mailhac-sur-Benaize

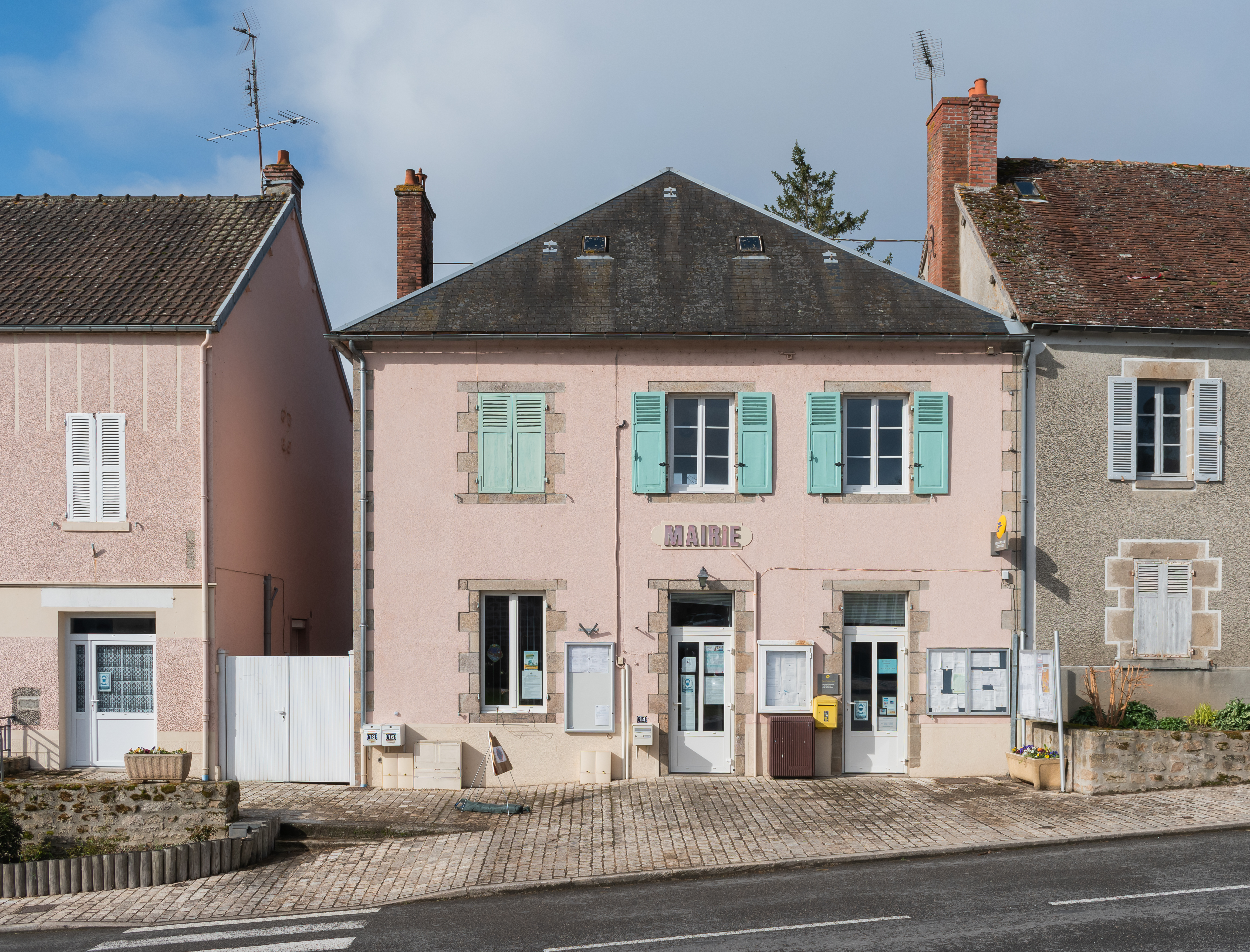
Het gemeentehuis van Mailhac-sur-Benaize

Mailhac-sur-Benaize is een gemeente in het Franse departement Haute-Vienne (regio Nouvelle-Aquitaine) en telt 314 inwoners (1999). De plaats maakt deel uit van het arrondissement Bellac.

## Geografie
De oppervlakte van Mailhac-sur-Benaize bedraagt 21,0 km², de bevolkingsdichtheid is 15,0 inwoners per km².
De onderstaande kaart toont de ligging van Mailhac-sur-Benaize met de belangrijkste infrastructuur en aangrenzende gemeenten.

## Demografie
Onderstaande figuur toont het verloop van het inwonertal (bron: INSEE-tellingen).